# Shabelle Media Network
Shabelle Media Network ist eine private Rundfunkgesellschaft aus Somalia, die 2002 in Merka gegründet wurde. Das Shabelle Media Network ist für seine kritische Haltung bekannt, die sowohl die Übergangsregierung als auch regierungsfeindliche islamistische Milizen einschließt.

## Radio Shabelle
Der im Ausland bekannteste Sender des Networks ist Radio Shabelle. In die Schlagzeilen ist der Hörfunksender geraten, als er im September 2007 von Truppen der somalischen Übergangsregierung beschossen wurde. Am 20. September gab das Shabelle Media Network daraufhin die Einstellung seiner Tätigkeiten bekannt.
Am 24. September entging der Leiter des Senders, Jafar „Kukay“ Mohammed, nur knapp einem Mordanschlag. Nach einer zweiwöchigen Sendepause nahm Radio Shabelle den Sendebetrieb am 3. Oktober 2007 wieder auf. Am 19. Oktober wurde der „acting manager“ von Radio Shabelle, Bashir Nor Gedi, von Unbekannten in Mogadischu erschossen. Am 12. November schlossen Regierungssoldaten den Sender erneut.
Im Dezember 2010 verlieh Reporter ohne Grenzen Radio Shabelle den Preis für Pressefreiheit.